# María Alma
María Luisa Basurto Río de la Loza, (Ciudad de México, 5 de octubre de 1915- Ciudad de México, 10 de mayo de 1955),  conocida como María Alma, fue una compositora, letrista, cantante y actriz mexicana con una producción de más de 600 canciones de diversos géneros entre bolero, canción romántica y danzonete.
Entre sus composiciones destacan Compréndeme, Tuya y Perdí el corazón que ganaron Discos de Oro y Plata. Fue fundadora y promotora de la Sociedad de Autores y Compositores de México, así como de los derechos de las mujeres en el país.

## Biografía
Desde su infancia estuvo rodeada de mujeres artistas, su bisabuela María Luisa Rodríguez era compositora de música sacra, su abuela Enriqueta Porchini Ríos fue cantante de ópera en tiempos de Porfirio Díaz y su madre Estela Río de la Loza fue bailarina y actriz lo que influyó en su interés en las música, particularmente en la composición.
Maria Alma se muda con su familia a Nuevo León comenzando su carrera artística en la compañía teatral de Lupe Rivas Cacho.A los 12 años compone su primera canción Noche de mar que posteriormente fue grabada por la orquesta de Alan Roth.Desarrolla una carrera radiofónica en las estaciones XEH, XEFB y XEMR de la ciudad de Monterrey. 
A principios de los años 40, se muda a la Ciudad de México y comienza a trabajar en la estación XEW donde siguió desempeñando su actividad artística como compositora y cantante. Cabe destacar las interpretaciones de la cantante como Tu retrato , entre otras del compositor Agustin Lara, a quien María Alma le dedica la composición de la canción Tómame en tus brazos.
Fue fundadora de la Sociedad de Autores y Compositores de México y una promotora de los derechos de las mujeres en el país. 

## Reconocimientos
En el homenaje realizado por la Fonoteca Nacional por el centenario del nacimiento de la compositora, se estima un legado de más de 600 canciones de entre las cuales Compréndeme, Tuya y Perdí el corazón que ganaron Discos de Oro y Plata. Recibió diversos reconocimientos por canciones como Ya llegó el Vapor, Si fuera una cualquiera y más, así como múltiples homenajes por su trayectoria en el Teatro José Calderón, en la Macroplaza y Explanada de los Héroes en Monterrey, en programas de radio y televisión. 

## Obra
Algunas de sus canciones han sido parte de películas del Cine de Oro Mexicano como es el caso de Tuya, que fue el tema principal de la película La Mujer sin Alma, protagonizada por María Félix. Así también, varias de las composiciones entre las que se incluyen Perdí el corazón, Lo que no es posible, Será posible formaron parte de la banda sonora de la película mexicana Martha la cual recibió un Ariel en 2012.
Una de las canciones más conocidas ha sido Compréndeme, la cual ha sido interpretada por cantantes como María Félix, Marco Antonio Muñiz, Vikki Carr, Celso Piña, Lorenzo de Monteclaro, Ely Guerra y Eugenia León. Su obras siguen resonando en las interpretaciones de su hija la cantante mexicana Myrza Maldonado y familia quienes siguen difundiendo su obra.

## Canciones
- Noche de mar (1927)
- Compréndeme
- Perdí el corazón
- Tuya
- Un sentimiento de amor